# 퍼스 히트
퍼스 히트(Perth Heat)는 1989년 창단한 오스트레일리아 퍼스를 연고로 하는 프로야구팀이다. 홈구장은 엠파이어 볼파크이며 현재 ABL에 참가하고 있다. ABL 2010-2011 시즌의 우승팀이다. 오스트레일리안 베이스볼 리그 (1989 ~ 1999)시절에는 1990-1991시즌과 1996-1997시즌 우승을 차지한 적이 있다.